# میتاگی-کازمالیار
میتاگی-کازمالیار (به لاتین: Mitagi-Kazmalyar) یک منطقهٔ مسکونی در روسیه است که در داغستان واقع شده‌است.